# Heterotropus maculiventris
Heterotropus maculiventris är en tvåvingeart som beskrevs av Mario Bezzi 1925. Heterotropus maculiventris ingår i släktet Heterotropus och familjen svävflugor.
Artens utbredningsområde är Egypten. Inga underarter finns listade i Catalogue of Life.